# 小倉忠夫
小倉 忠夫（おぐら ただお、1929年3月22日 - ）は、日本の美術評論家。
岡山県高梁市生まれ。父は、小倉魚禾（おぐら ぎょか）であり、画家であった。
旧制高梁中学校（現：岡山県立高梁高等学校）在学中は大西茂と同級生であり友人であった。その後、1945年4月（昭和20年）海軍兵学校に入学を経て、戦後、東京大学へ入学。1952年東京大学文学部美学美術史卒。国立近代美術館、京都国立近代美術館に勤務、国立国際美術館館長、京都国立近代美術館館長。1995-99年名古屋ボストン美術館館長。1998-2002年大原美術館館長。1999年、勲三等旭日中綬章受章。

## 著書
- 『日本洋画の道標』京都新聞社 1992

## 共編著
- 講談社版日本近代絵画全集 第8巻 竹久夢二・村山槐多・関根正二 河北倫明共著 1963
- 近代世界美術全集 第12巻 日本近代美術の歩み 永井信一,西沢信弥共著 社会思想社 1964 (教養文庫)
- 宿命の抽象画家坂田一男 美術出版社 1966
- 現代日本美術全集 11 坂本繁二郎 集英社 1972
- 現代世界美術全集 22 アンソール,マグリット 集英社 1974
- 現代世界美術全集 25 ダリ 集英社 1974
- 巨匠の名画 13 竹久夢二 河北倫明共編 学習研究社 1976.5
- 日本の名画 5 小出楢重・長谷川利行・万鉄五郎 匠秀夫,陰里鉄郎共編 講談社 1977.8
- 日本の名画 18 梅原龍三郎 中央公論社 1977.7
- 現代日本の美術 第11巻 版画 小学館 1978.7
- 世界美術全集 25 モロー・ルドン 武満徹共著 小学館 1979.4
- カンヴァス日本の名画 18 梅原龍三郎  白洲正子共著 中央公論社 1979.6
- 世界版画美術全集 第4巻 ブレダン/ルドン 幻想と象徴の魅惑  坂崎乙郎共編著  講談社 1981.2
- 日本の現代版画 三木多聞共編著 講談社 1981.7
- 日本水彩画名作全集 3 竹久夢二 第一法規出版 1982.9
- 近代日本洋画素描大系 2 大正 講談社 1984.10
- 20世紀日本の美術 12 竹久夢二/青木繁  橋富博喜共編 集英社 1986.10
- 20世紀日本の美術 18 棟方志功/長谷川潔 集英社 1987.7
- 日本の美術館 8 大阪/兵庫 伊藤誠共編 ぎょうせい 1987.4
- 加山又造全集 第3巻 裸婦/版画 学習研究社 1990.2
- 昭和の文化遺産 第4巻 洋画 2 ぎょうせい 1990.9

## 翻訳
- ある彫刻家の世界 イサム・ノグチ 美術出版社 1969
- ラウル・デュフィ アルフレッド・ヴェルナー解説 美術出版社 1972